# Stimulerad emission

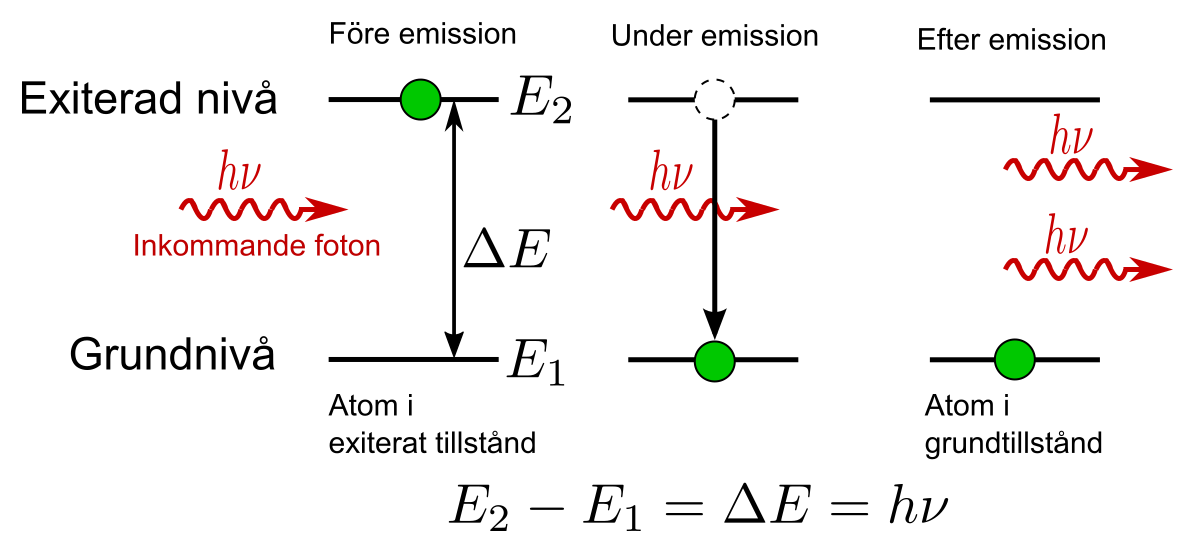
Stimulerad emission

Stimulerad emission är en fysikalisk process genom vilken en inkommande foton får en atom eller molekyl att deexciteras. Därigenom frigörs en andra foton med motsvarande egenskaper som den första (samma fas, våglängd och polarisation). Processen är grundläggande för lasrars och masrars funktion.